# 100 meter för herrar i friidrott vid olympiska sommarspelen 2000
100 meter för herrar vid olympiska sommarspelen 2000 i Sydney avgjordes 22-23 september. 

## Medaljörer
| Gren      | Guld               | Guld | Silver                         | Silver | Brons                     | Brons |
| 100 meter | Maurice Greene USA | 9,87 | Ato Boldon Trinidad och Tobago | 9,99   | Obadele Thompson Barbados | 10,04 |

## Resultat
- Q innebär avancemang utifrån placering i heatet.
- q innebär avancemang utifrån total placering.
- DNS innebär att personen inte startade.
- DNF innebär att personen inte fullföljde.
- DQ innebär diskvalificering.
- NR innebär nationellt rekord.
- OR innebär olympiskt rekord.
- WR innebär världsrekord.
- WJR innebär världsrekord för juniorer
- AR innebär världsdelsrekord (area record)
- PB innebär personligt rekord.
- SB innebär säsongsbästa.

### Omgång 1
| Heat 1 av 11 Datum: fredagen den 22 september 2000 Tid: 11:35 fm Vind: -0.6 m/s | Heat 1 av 11 Datum: fredagen den 22 september 2000 Tid: 11:35 fm Vind: -0.6 m/s | Heat 1 av 11 Datum: fredagen den 22 september 2000 Tid: 11:35 fm Vind: -0.6 m/s | Heat 1 av 11 Datum: fredagen den 22 september 2000 Tid: 11:35 fm Vind: -0.6 m/s | Heat 1 av 11 Datum: fredagen den 22 september 2000 Tid: 11:35 fm Vind: -0.6 m/s | Heat 1 av 11 Datum: fredagen den 22 september 2000 Tid: 11:35 fm Vind: -0.6 m/s | Heat 1 av 11 Datum: fredagen den 22 september 2000 Tid: 11:35 fm Vind: -0.6 m/s | Heat 1 av 11 Datum: fredagen den 22 september 2000 Tid: 11:35 fm Vind: -0.6 m/s | Heat 1 av 11 Datum: fredagen den 22 september 2000 Tid: 11:35 fm Vind: -0.6 m/s |
| Placering                                                                       | Placering                                                                       | Idrottare                                                                       | Nation                                                                          | Bana                                                                            | Reaktion                                                                        | Tid                                                                             | Kval.                                                                           | Rekord                                                                          |
| Heat                                                                            | Totalt                                                                          | Idrottare                                                                       | Nation                                                                          | Bana                                                                            | Reaktion                                                                        | Tid                                                                             | Kval.                                                                           | Rekord                                                                          |
| ------------------------------------------------------------------------------- | ------------------------------------------------------------------------------- | ------------------------------------------------------------------------------- | ------------------------------------------------------------------------------- | ------------------------------------------------------------------------------- | ------------------------------------------------------------------------------- | ------------------------------------------------------------------------------- | ------------------------------------------------------------------------------- | ------------------------------------------------------------------------------- |
| 1                                                                               | =10                                                                             | Aziz Zakari                                                                     | Ghana                                                                           | 9                                                                               | 0,317 s                                                                         | 10,31 s                                                                         | Q                                                                               |                                                                                 |
| 2                                                                               | =10                                                                             | Patrick Johnson                                                                 | Australien                                                                      | 3                                                                               | 0.152 s                                                                         | 10.31 s                                                                         | Q                                                                               |                                                                                 |
| 3                                                                               | 25                                                                              | Venancio Jose                                                                   | Spanien                                                                         | 8                                                                               | 0.169 s                                                                         | 10.36 s                                                                         | Q                                                                               |                                                                                 |
| 4                                                                               | =33                                                                             | Martin Lachkovics                                                               | Österrike                                                                       | 5                                                                               | 0.150 s                                                                         | 10.41 s                                                                         | q                                                                               |                                                                                 |
| 5                                                                               | =42                                                                             | Nicolas Macrozonaris                                                            | Kanada                                                                          | 6                                                                               | 0.189 s                                                                         | 10.45 s                                                                         |                                                                                 |                                                                                 |
| 6                                                                               | 55                                                                              | Jamal A Al Saffar                                                               | Saudiarabien                                                                    | 2                                                                               | 0.165 s                                                                         | 10.54 s                                                                         |                                                                                 |                                                                                 |
| 7                                                                               | 77                                                                              | Tich Thien Luong                                                                | Vietnam                                                                         | 7                                                                               | 0.245 s                                                                         | 10.85 s                                                                         |                                                                                 |                                                                                 |
| 8                                                                               | 84                                                                              | Pa Modou Gai                                                                    | Gambia                                                                          | 1                                                                               | 0.173 s                                                                         | 11.03 s                                                                         |                                                                                 |                                                                                 |
| 9                                                                               | 85                                                                              | Mario Bonello                                                                   | Malta                                                                           | 4                                                                               | 0.157 s                                                                         | 11.06 s                                                                         |                                                                                 |                                                                                 |

| Heat 2 av 11 Datum: fredagen den 22 september 2000 Tid: 11:41 fm Vind: -0.6 m/s | Heat 2 av 11 Datum: fredagen den 22 september 2000 Tid: 11:41 fm Vind: -0.6 m/s | Heat 2 av 11 Datum: fredagen den 22 september 2000 Tid: 11:41 fm Vind: -0.6 m/s | Heat 2 av 11 Datum: fredagen den 22 september 2000 Tid: 11:41 fm Vind: -0.6 m/s | Heat 2 av 11 Datum: fredagen den 22 september 2000 Tid: 11:41 fm Vind: -0.6 m/s | Heat 2 av 11 Datum: fredagen den 22 september 2000 Tid: 11:41 fm Vind: -0.6 m/s | Heat 2 av 11 Datum: fredagen den 22 september 2000 Tid: 11:41 fm Vind: -0.6 m/s | Heat 2 av 11 Datum: fredagen den 22 september 2000 Tid: 11:41 fm Vind: -0.6 m/s | Heat 2 av 11 Datum: fredagen den 22 september 2000 Tid: 11:41 fm Vind: -0.6 m/s |
| Placering                                                                       | Placering                                                                       | Idrottare                                                                       | Nation                                                                          | Bana                                                                            | Reaktion                                                                        | Tid                                                                             | Kval.                                                                           | Rekord                                                                          |
| Heat                                                                            | Totalt                                                                          | Idrottare                                                                       | Nation                                                                          | Bana                                                                            | Reaktion                                                                        | Tid                                                                             | Kval.                                                                           | Rekord                                                                          |
| ------------------------------------------------------------------------------- | ------------------------------------------------------------------------------- | ------------------------------------------------------------------------------- | ------------------------------------------------------------------------------- | ------------------------------------------------------------------------------- | ------------------------------------------------------------------------------- | ------------------------------------------------------------------------------- | ------------------------------------------------------------------------------- | ------------------------------------------------------------------------------- |
| 1                                                                               | 7                                                                               | Marcin Nowak                                                                    | Polen                                                                           | 9                                                                               | 0,164 s                                                                         | 10,27 s                                                                         | Q                                                                               |                                                                                 |
| 2                                                                               | =10                                                                             | Sunday Emmanuel                                                                 | Nigeria                                                                         | 3                                                                               | 0.152 s                                                                         | 10.31 s                                                                         | Q                                                                               |                                                                                 |
| 3                                                                               | =17                                                                             | Freddy Mayola                                                                   | Kuba                                                                            | 5                                                                               | 0.155 s                                                                         | 10.33 s                                                                         | Q                                                                               |                                                                                 |
| 4                                                                               | =17                                                                             | Sayon Cooper                                                                    | Liberia                                                                         | 6                                                                               | 0.168 s                                                                         | 10.33 s                                                                         | q                                                                               |                                                                                 |
| 5                                                                               | =26                                                                             | David Patros                                                                    | Frankrike                                                                       | 4                                                                               | 0.258 s                                                                         | 10.38 s                                                                         | q                                                                               |                                                                                 |
| 6                                                                               | 66                                                                              | Wai Hung Chiang                                                                 | Hongkong                                                                        | 2                                                                               | 0.200 s                                                                         | 10.64 s                                                                         |                                                                                 |                                                                                 |
| 7                                                                               | 80                                                                              | Tejmur Gasimov                                                                  | Azerbajdzjan                                                                    | 1                                                                               | 0.227 s                                                                         | 10.97 s                                                                         |                                                                                 |                                                                                 |
| 8                                                                               | 88                                                                              | Haseri Asli                                                                     | Brunei                                                                          | 7                                                                               | 0.259 s                                                                         | 11.11 s                                                                         |                                                                                 |                                                                                 |
| 9                                                                               | 94                                                                              | Sisomphone Vongphakdy                                                           | Laos                                                                            | 8                                                                               | 0.221 s                                                                         | 11.47 s                                                                         |                                                                                 |                                                                                 |

| Heat 3 av 11 Datum: fredagen den 22 september 2000 Tid: 11:47 fm Vind: +0.4 m/s | Heat 3 av 11 Datum: fredagen den 22 september 2000 Tid: 11:47 fm Vind: +0.4 m/s | Heat 3 av 11 Datum: fredagen den 22 september 2000 Tid: 11:47 fm Vind: +0.4 m/s | Heat 3 av 11 Datum: fredagen den 22 september 2000 Tid: 11:47 fm Vind: +0.4 m/s | Heat 3 av 11 Datum: fredagen den 22 september 2000 Tid: 11:47 fm Vind: +0.4 m/s | Heat 3 av 11 Datum: fredagen den 22 september 2000 Tid: 11:47 fm Vind: +0.4 m/s | Heat 3 av 11 Datum: fredagen den 22 september 2000 Tid: 11:47 fm Vind: +0.4 m/s | Heat 3 av 11 Datum: fredagen den 22 september 2000 Tid: 11:47 fm Vind: +0.4 m/s | Heat 3 av 11 Datum: fredagen den 22 september 2000 Tid: 11:47 fm Vind: +0.4 m/s |
| Placering                                                                       | Placering                                                                       | Idrottare                                                                       | Nation                                                                          | Bana                                                                            | Reaktion                                                                        | Tid                                                                             | Kval.                                                                           | Rekord                                                                          |
| Heat                                                                            | Totalt                                                                          | Idrottare                                                                       | Nation                                                                          | Bana                                                                            | Reaktion                                                                        | Tid                                                                             | Kval.                                                                           | Rekord                                                                          |
| ------------------------------------------------------------------------------- | ------------------------------------------------------------------------------- | ------------------------------------------------------------------------------- | ------------------------------------------------------------------------------- | ------------------------------------------------------------------------------- | ------------------------------------------------------------------------------- | ------------------------------------------------------------------------------- | ------------------------------------------------------------------------------- | ------------------------------------------------------------------------------- |
| 1                                                                               | 9                                                                               | Curtis Johnson                                                                  | USA                                                                             | 1                                                                               | 0,194 s                                                                         | 10,30 s                                                                         | Q                                                                               |                                                                                 |
| 2                                                                               | =10                                                                             | Vicente de Lima                                                                 | Brasilien                                                                       | 9                                                                               | 0.159 s                                                                         | 10.31 s                                                                         | Q                                                                               |                                                                                 |
| 3                                                                               | 19                                                                              | Georgios Theodoridis                                                            | Grekland                                                                        | 2                                                                               | 0.169 s                                                                         | 10.34 s                                                                         | Q                                                                               |                                                                                 |
| 4                                                                               | =33                                                                             | Bruny Surin                                                                     | Kanada                                                                          | 6                                                                               | 0.198 s                                                                         | 10.41 s                                                                         | q                                                                               |                                                                                 |
| 5                                                                               | 46                                                                              | Renward Wells                                                                   | Bahamas                                                                         | 8                                                                               | 0.252 s                                                                         | 10.47 s                                                                         |                                                                                 |                                                                                 |
| 6                                                                               | 49                                                                              | Dejan Vojnovic                                                                  | Kroatien                                                                        | 5                                                                               | 0.139 s                                                                         | 10.50 s                                                                         |                                                                                 | SB                                                                              |
| 7                                                                               | =53                                                                             | Tommi Hartonen                                                                  | Finland                                                                         | 4                                                                               | 0.235 s                                                                         | 10.53 s                                                                         |                                                                                 |                                                                                 |
| 8                                                                               | 72                                                                              | Seun Ogunkoya                                                                   | Nigeria                                                                         | 3                                                                               | 0.193 s                                                                         | 10.72 s                                                                         |                                                                                 |                                                                                 |
| -                                                                               | -                                                                               | Fernando Arlete                                                                 | Guinea-Bissau                                                                   | 7                                                                               | 0.197 s                                                                         | DNF                                                                             |                                                                                 |                                                                                 |

| Heat 4 av 11 Datum: fredagen den 22 september 2000 Tid: 11:53 fm Vind: -0.5 m/s | Heat 4 av 11 Datum: fredagen den 22 september 2000 Tid: 11:53 fm Vind: -0.5 m/s | Heat 4 av 11 Datum: fredagen den 22 september 2000 Tid: 11:53 fm Vind: -0.5 m/s | Heat 4 av 11 Datum: fredagen den 22 september 2000 Tid: 11:53 fm Vind: -0.5 m/s | Heat 4 av 11 Datum: fredagen den 22 september 2000 Tid: 11:53 fm Vind: -0.5 m/s | Heat 4 av 11 Datum: fredagen den 22 september 2000 Tid: 11:53 fm Vind: -0.5 m/s | Heat 4 av 11 Datum: fredagen den 22 september 2000 Tid: 11:53 fm Vind: -0.5 m/s | Heat 4 av 11 Datum: fredagen den 22 september 2000 Tid: 11:53 fm Vind: -0.5 m/s | Heat 4 av 11 Datum: fredagen den 22 september 2000 Tid: 11:53 fm Vind: -0.5 m/s |
| Placering                                                                       | Placering                                                                       | Idrottare                                                                       | Nation                                                                          | Bana                                                                            | Reaktion                                                                        | Tid                                                                             | Kval.                                                                           | Rekord                                                                          |
| Heat                                                                            | Totalt                                                                          | Idrottare                                                                       | Nation                                                                          | Bana                                                                            | Reaktion                                                                        | Tid                                                                             | Kval.                                                                           | Rekord                                                                          |
| ------------------------------------------------------------------------------- | ------------------------------------------------------------------------------- | ------------------------------------------------------------------------------- | ------------------------------------------------------------------------------- | ------------------------------------------------------------------------------- | ------------------------------------------------------------------------------- | ------------------------------------------------------------------------------- | ------------------------------------------------------------------------------- | ------------------------------------------------------------------------------- |
| 1                                                                               | 5                                                                               | Obadele Thompson                                                                | Barbados                                                                        | 2                                                                               | 0,239 s                                                                         | 10,23 s                                                                         | Q                                                                               |                                                                                 |
| 2                                                                               | =20                                                                             | Deji Aliu                                                                       | Nigeria                                                                         | 5                                                                               | 0.214 s                                                                         | 10.35 s                                                                         | Q                                                                               |                                                                                 |
| 3                                                                               | =29                                                                             | Shingo Kawabata                                                                 | Japan                                                                           | 7                                                                               | 0.169 s                                                                         | 10.39 s                                                                         | Q                                                                               |                                                                                 |
| 4                                                                               | 32                                                                              | Stefano Tilli                                                                   | Italien                                                                         | 6                                                                               | 0.209 s                                                                         | 10.40 s                                                                         | q                                                                               |                                                                                 |
| 5                                                                               | =39                                                                             | Raphael de Oliveira                                                             | Brasilien                                                                       | 8                                                                               | 0.179 s                                                                         | 10.44 s                                                                         |                                                                                 |                                                                                 |
| 6                                                                               | 63                                                                              | Paul Brizzell                                                                   | Irland                                                                          | 4                                                                               | 0.205 s                                                                         | 10.62 s                                                                         |                                                                                 |                                                                                 |
| 7                                                                               | =64                                                                             | Petko Yankov                                                                    | Bulgarien                                                                       | 3                                                                               | 0.227 s                                                                         | 10.63 s                                                                         |                                                                                 |                                                                                 |
| 8                                                                               | =82                                                                             | Christopher Adolf                                                               | Palau                                                                           | 9                                                                               | 0.147 s                                                                         | 11.01 s                                                                         |                                                                                 | NR                                                                              |
| 9                                                                               | =82                                                                             | Toluta'u Koula                                                                  | Tonga                                                                           | 1                                                                               | 0.215 s                                                                         | 11.01 s                                                                         |                                                                                 |                                                                                 |

| Heat 5 av 11 Datum: fredagen den 22 september 2000 Tid: 11:59 fm Vind: -0.5 m/s | Heat 5 av 11 Datum: fredagen den 22 september 2000 Tid: 11:59 fm Vind: -0.5 m/s | Heat 5 av 11 Datum: fredagen den 22 september 2000 Tid: 11:59 fm Vind: -0.5 m/s | Heat 5 av 11 Datum: fredagen den 22 september 2000 Tid: 11:59 fm Vind: -0.5 m/s | Heat 5 av 11 Datum: fredagen den 22 september 2000 Tid: 11:59 fm Vind: -0.5 m/s | Heat 5 av 11 Datum: fredagen den 22 september 2000 Tid: 11:59 fm Vind: -0.5 m/s | Heat 5 av 11 Datum: fredagen den 22 september 2000 Tid: 11:59 fm Vind: -0.5 m/s | Heat 5 av 11 Datum: fredagen den 22 september 2000 Tid: 11:59 fm Vind: -0.5 m/s | Heat 5 av 11 Datum: fredagen den 22 september 2000 Tid: 11:59 fm Vind: -0.5 m/s |
| Placering                                                                       | Placering                                                                       | Idrottare                                                                       | Nation                                                                          | Bana                                                                            | Reaktion                                                                        | Tid                                                                             | Kval.                                                                           | Rekord                                                                          |
| Heat                                                                            | Totalt                                                                          | Idrottare                                                                       | Nation                                                                          | Bana                                                                            | Reaktion                                                                        | Tid                                                                             | Kval.                                                                           | Rekord                                                                          |
| ------------------------------------------------------------------------------- | ------------------------------------------------------------------------------- | ------------------------------------------------------------------------------- | ------------------------------------------------------------------------------- | ------------------------------------------------------------------------------- | ------------------------------------------------------------------------------- | ------------------------------------------------------------------------------- | ------------------------------------------------------------------------------- | ------------------------------------------------------------------------------- |
| 1                                                                               | 8                                                                               | Darren Campbell                                                                 | Storbritannien                                                                  | 1                                                                               | 0,224 s                                                                         | 10,28 s                                                                         | Q                                                                               |                                                                                 |
| 2                                                                               | =20                                                                             | Serge Bengono II                                                                | Kamerun                                                                         | 7                                                                               | 0.200 s                                                                         | 10.35 s                                                                         | Q                                                                               |                                                                                 |
| 3                                                                               | =36                                                                             | Piotr Balcerzak                                                                 | Polen                                                                           | 5                                                                               | 0.146 s                                                                         | 10.42 s                                                                         | Q                                                                               |                                                                                 |
| 4                                                                               | 38                                                                              | Tommy Kafri                                                                     | Israel                                                                          | 9                                                                               | 0.207 s                                                                         | 10.43 s                                                                         |                                                                                 |                                                                                 |
| 5                                                                               | =39                                                                             | Christian Nsiah                                                                 | Ghana                                                                           | 2                                                                               | 0.154 s                                                                         | 10.44 s                                                                         |                                                                                 |                                                                                 |
| 6                                                                               | =49                                                                             | Francesco Scuderi                                                               | Italien                                                                         | 3                                                                               | 0.152 s                                                                         | 10.50 s                                                                         |                                                                                 |                                                                                 |
| 7                                                                               | 61                                                                              | Idrissa Sanou                                                                   | Burkina Faso                                                                    | 4                                                                               | 0.234 s                                                                         | 10.60 s                                                                         |                                                                                 |                                                                                 |
| 8                                                                               | 76                                                                              | Youssouf Simpara                                                                | Mali                                                                            | 8                                                                               | 0.218 s                                                                         | 10.82 s                                                                         |                                                                                 |                                                                                 |
| -                                                                               | -                                                                               | Ronald Promesse                                                                 | Saint Lucia                                                                     | 6                                                                               | 0.272 s                                                                         | DNF                                                                             |                                                                                 |                                                                                 |

| Heat 6 av 11 Datum: fredagen den 22 september 2000 Tid: 12:05 em Vind: +0.2 m/s | Heat 6 av 11 Datum: fredagen den 22 september 2000 Tid: 12:05 em Vind: +0.2 m/s | Heat 6 av 11 Datum: fredagen den 22 september 2000 Tid: 12:05 em Vind: +0.2 m/s | Heat 6 av 11 Datum: fredagen den 22 september 2000 Tid: 12:05 em Vind: +0.2 m/s | Heat 6 av 11 Datum: fredagen den 22 september 2000 Tid: 12:05 em Vind: +0.2 m/s | Heat 6 av 11 Datum: fredagen den 22 september 2000 Tid: 12:05 em Vind: +0.2 m/s | Heat 6 av 11 Datum: fredagen den 22 september 2000 Tid: 12:05 em Vind: +0.2 m/s | Heat 6 av 11 Datum: fredagen den 22 september 2000 Tid: 12:05 em Vind: +0.2 m/s | Heat 6 av 11 Datum: fredagen den 22 september 2000 Tid: 12:05 em Vind: +0.2 m/s |
| Placering                                                                       | Placering                                                                       | Idrottare                                                                       | Nation                                                                          | Bana                                                                            | Reaktion                                                                        | Tid                                                                             | Kval.                                                                           | Rekord                                                                          |
| Heat                                                                            | Totalt                                                                          | Idrottare                                                                       | Nation                                                                          | Bana                                                                            | Reaktion                                                                        | Tid                                                                             | Kval.                                                                           | Rekord                                                                          |
| ------------------------------------------------------------------------------- | ------------------------------------------------------------------------------- | ------------------------------------------------------------------------------- | ------------------------------------------------------------------------------- | ------------------------------------------------------------------------------- | ------------------------------------------------------------------------------- | ------------------------------------------------------------------------------- | ------------------------------------------------------------------------------- | ------------------------------------------------------------------------------- |
| 1                                                                               | =10                                                                             | Maurice Greene                                                                  | USA                                                                             | 3                                                                               | 0,195 s                                                                         | 10,31 s                                                                         | Q                                                                               |                                                                                 |
| 2                                                                               | =29                                                                             | Kim Collins                                                                     | Saint Kitts och Nevis                                                           | 5                                                                               | 0.240 s                                                                         | 10.39 s                                                                         | Q                                                                               |                                                                                 |
| 3                                                                               | =42                                                                             | Joseph Batangdon                                                                | Kamerun                                                                         | 8                                                                               | 0.192 s                                                                         | 10.45 s                                                                         | Q                                                                               |                                                                                 |
| 4                                                                               | =51                                                                             | Andrea Colombo                                                                  | Italien                                                                         | 9                                                                               | 0.264 s                                                                         | 10.52 s                                                                         |                                                                                 |                                                                                 |
| 5                                                                               | =62                                                                             | Watson Nyambek                                                                  | Malaysia                                                                        | 7                                                                               | 0.175 s                                                                         | 10.61 s                                                                         |                                                                                 |                                                                                 |
| 6                                                                               | =67                                                                             | John Herman Muray                                                               | Indonesien                                                                      | 4                                                                               | 0.180 s                                                                         | 10.68 s                                                                         |                                                                                 |                                                                                 |
| 7                                                                               | 92                                                                              | Teina Teiti                                                                     | Cooköarna                                                                       | 2                                                                               | 0.170 s                                                                         | 11.22 s                                                                         |                                                                                 |                                                                                 |
| -                                                                               | -                                                                               | Cherico Detenamo                                                                | Nauru                                                                           | 1                                                                               |                                                                                 | DNS                                                                             |                                                                                 |                                                                                 |
| -                                                                               | -                                                                               | Angelos Pavlakakis                                                              | Grekland                                                                        | 6                                                                               |                                                                                 | DNS                                                                             |                                                                                 |                                                                                 |

| Heat 7 av 11 Datum: fredagen den 22 september 2000 Tid: 12:11 em Vind: +0.3 m/s | Heat 7 av 11 Datum: fredagen den 22 september 2000 Tid: 12:11 em Vind: +0.3 m/s | Heat 7 av 11 Datum: fredagen den 22 september 2000 Tid: 12:11 em Vind: +0.3 m/s | Heat 7 av 11 Datum: fredagen den 22 september 2000 Tid: 12:11 em Vind: +0.3 m/s | Heat 7 av 11 Datum: fredagen den 22 september 2000 Tid: 12:11 em Vind: +0.3 m/s | Heat 7 av 11 Datum: fredagen den 22 september 2000 Tid: 12:11 em Vind: +0.3 m/s | Heat 7 av 11 Datum: fredagen den 22 september 2000 Tid: 12:11 em Vind: +0.3 m/s | Heat 7 av 11 Datum: fredagen den 22 september 2000 Tid: 12:11 em Vind: +0.3 m/s | Heat 7 av 11 Datum: fredagen den 22 september 2000 Tid: 12:11 em Vind: +0.3 m/s |
| Placering                                                                       | Placering                                                                       | Idrottare                                                                       | Nation                                                                          | Bana                                                                            | Reaktion                                                                        | Tid                                                                             | Kval.                                                                           | Rekord                                                                          |
| Heat                                                                            | Totalt                                                                          | Idrottare                                                                       | Nation                                                                          | Bana                                                                            | Reaktion                                                                        | Tid                                                                             | Kval.                                                                           | Rekord                                                                          |
| ------------------------------------------------------------------------------- | ------------------------------------------------------------------------------- | ------------------------------------------------------------------------------- | ------------------------------------------------------------------------------- | ------------------------------------------------------------------------------- | ------------------------------------------------------------------------------- | ------------------------------------------------------------------------------- | ------------------------------------------------------------------------------- | ------------------------------------------------------------------------------- |
| 1                                                                               | =20                                                                             | Stéphan Buckland                                                                | Mauritius                                                                       | 2                                                                               | 0,218 s                                                                         | 10,35 s                                                                         | Q                                                                               |                                                                                 |
| 2                                                                               | =26                                                                             | Dwain Chambers                                                                  | Storbritannien                                                                  | 1                                                                               | 0.171 s                                                                         | 10.38 s                                                                         | Q                                                                               |                                                                                 |
| 3                                                                               | =29                                                                             | Donovan Bailey                                                                  | Kanada                                                                          | 6                                                                               | 0.235 s                                                                         | 10.39 s                                                                         | Q                                                                               |                                                                                 |
| 4                                                                               | =36                                                                             | Marc Blume                                                                      | Tyskland                                                                        | 7                                                                               | 0.208 s                                                                         | 10.42 s                                                                         |                                                                                 |                                                                                 |
| 5                                                                               | =51                                                                             | Paul di Bella                                                                   | Australien                                                                      | 9                                                                               | 0.231 s                                                                         | 10.52 s                                                                         |                                                                                 |                                                                                 |
| 6                                                                               | =64                                                                             | Edgardo Antonio Serpas                                                          | El Salvador                                                                     | 4                                                                               | 0.168 s                                                                         | 10.63 s                                                                         |                                                                                 |                                                                                 |
| 7                                                                               | =67                                                                             | Hadhari Saindou Djaffar                                                         | Komorerna                                                                       | 3                                                                               | 0.250 s                                                                         | 10.68 s                                                                         |                                                                                 |                                                                                 |
| 8                                                                               | 79                                                                              | Kelsey Nakanelua                                                                | Amerikanska Samoa                                                               | 5                                                                               | 0.245 s                                                                         | 10.93 s                                                                         |                                                                                 | NR                                                                              |
| 9                                                                               | 95                                                                              | Jean Randriamamitiana                                                           | Madagaskar                                                                      | 8                                                                               | 0.210 s                                                                         | 12.50 s                                                                         |                                                                                 |                                                                                 |

| Heat 8 av 11 Datum: fredagen den 22 september 2000 Tid: 12:17 em Vind: +1.9 m/s | Heat 8 av 11 Datum: fredagen den 22 september 2000 Tid: 12:17 em Vind: +1.9 m/s | Heat 8 av 11 Datum: fredagen den 22 september 2000 Tid: 12:17 em Vind: +1.9 m/s | Heat 8 av 11 Datum: fredagen den 22 september 2000 Tid: 12:17 em Vind: +1.9 m/s | Heat 8 av 11 Datum: fredagen den 22 september 2000 Tid: 12:17 em Vind: +1.9 m/s | Heat 8 av 11 Datum: fredagen den 22 september 2000 Tid: 12:17 em Vind: +1.9 m/s | Heat 8 av 11 Datum: fredagen den 22 september 2000 Tid: 12:17 em Vind: +1.9 m/s | Heat 8 av 11 Datum: fredagen den 22 september 2000 Tid: 12:17 em Vind: +1.9 m/s | Heat 8 av 11 Datum: fredagen den 22 september 2000 Tid: 12:17 em Vind: +1.9 m/s |
| Placering                                                                       | Placering                                                                       | Idrottare                                                                       | Nation                                                                          | Bana                                                                            | Reaktion                                                                        | Tid                                                                             | Kval.                                                                           | Rekord                                                                          |
| Heat                                                                            | Totalt                                                                          | Idrottare                                                                       | Nation                                                                          | Bana                                                                            | Reaktion                                                                        | Tid                                                                             | Kval.                                                                           | Rekord                                                                          |
| ------------------------------------------------------------------------------- | ------------------------------------------------------------------------------- | ------------------------------------------------------------------------------- | ------------------------------------------------------------------------------- | ------------------------------------------------------------------------------- | ------------------------------------------------------------------------------- | ------------------------------------------------------------------------------- | ------------------------------------------------------------------------------- | ------------------------------------------------------------------------------- |
| 1                                                                               | 1                                                                               | Ato Boldon                                                                      | Trinidad och Tobago                                                             | 9                                                                               | 0,170 s                                                                         | 10,04 s                                                                         | Q                                                                               |                                                                                 |
| 2                                                                               | 2                                                                               | Antoine Boussombo                                                               | Gabon                                                                           | 1                                                                               | 0.177 s                                                                         | 10.13 s                                                                         | Q                                                                               | =NR                                                                             |
| 3                                                                               | 3                                                                               | Leo Myles-Mills                                                                 | Ghana                                                                           | 2                                                                               | 0.193 s                                                                         | 10.15 s                                                                         | Q                                                                               | SB                                                                              |
| 4                                                                               | 6                                                                               | Ibrahim Meite                                                                   | Elfenbenskusten                                                                 | 3                                                                               | 0.191 s                                                                         | 10.24 s                                                                         | q                                                                               | PB                                                                              |
| 5                                                                               | =10                                                                             | Claudio Sousa                                                                   | Brasilien                                                                       | 6                                                                               | 0.222 s                                                                         | 10.31 s                                                                         | q                                                                               |                                                                                 |
| 6                                                                               | 16                                                                              | Anninos Marcoullides                                                            | Cypern                                                                          | 8                                                                               | 0.278 s                                                                         | 10.32 s                                                                         | q                                                                               | SB                                                                              |
| 7                                                                               | =55                                                                             | Yanes Raubaba                                                                   | Indonesien                                                                      | 5                                                                               | 0.247 s                                                                         | 10.54 s                                                                         |                                                                                 |                                                                                 |
| 8                                                                               | 86                                                                              | Oltion Luli                                                                     | Albanien                                                                        | 4                                                                               | 0.235 s                                                                         | 11.08 s                                                                         |                                                                                 |                                                                                 |
| 9                                                                               | 93                                                                              | Mamane S. Ani Ali                                                               | Niger                                                                           | 7                                                                               | 0.219 s                                                                         | 11.25 s                                                                         |                                                                                 | SB                                                                              |

| Heat 9 av 11 Datum: fredagen den 22 september 2000 Tid: 12:23 em Vind: -1.0 m/s | Heat 9 av 11 Datum: fredagen den 22 september 2000 Tid: 12:23 em Vind: -1.0 m/s | Heat 9 av 11 Datum: fredagen den 22 september 2000 Tid: 12:23 em Vind: -1.0 m/s | Heat 9 av 11 Datum: fredagen den 22 september 2000 Tid: 12:23 em Vind: -1.0 m/s | Heat 9 av 11 Datum: fredagen den 22 september 2000 Tid: 12:23 em Vind: -1.0 m/s | Heat 9 av 11 Datum: fredagen den 22 september 2000 Tid: 12:23 em Vind: -1.0 m/s | Heat 9 av 11 Datum: fredagen den 22 september 2000 Tid: 12:23 em Vind: -1.0 m/s | Heat 9 av 11 Datum: fredagen den 22 september 2000 Tid: 12:23 em Vind: -1.0 m/s | Heat 9 av 11 Datum: fredagen den 22 september 2000 Tid: 12:23 em Vind: -1.0 m/s |
| Placering                                                                       | Placering                                                                       | Idrottare                                                                       | Nation                                                                          | Bana                                                                            | Reaktion                                                                        | Tid                                                                             | Kval.                                                                           | Rekord                                                                          |
| Heat                                                                            | Totalt                                                                          | Idrottare                                                                       | Nation                                                                          | Bana                                                                            | Reaktion                                                                        | Tid                                                                             | Kval.                                                                           | Rekord                                                                          |
| ------------------------------------------------------------------------------- | ------------------------------------------------------------------------------- | ------------------------------------------------------------------------------- | ------------------------------------------------------------------------------- | ------------------------------------------------------------------------------- | ------------------------------------------------------------------------------- | ------------------------------------------------------------------------------- | ------------------------------------------------------------------------------- | ------------------------------------------------------------------------------- |
| 1                                                                               | 4                                                                               | Jonathan Drummond                                                               | USA                                                                             | 5                                                                               | 0,198 s                                                                         | 10,20 s                                                                         | Q                                                                               |                                                                                 |
| 2                                                                               | =20                                                                             | Matt Shirvington                                                                | Australien                                                                      | 9                                                                               | 0.241 s                                                                         | 10.35 s                                                                         | Q                                                                               |                                                                                 |
| 3                                                                               | =33                                                                             | Patrick Jarrett                                                                 | Jamaica                                                                         | 7                                                                               | 0.146 s                                                                         | 10.41 s                                                                         | Q                                                                               |                                                                                 |
| 4                                                                               | =47                                                                             | Anatolij Dovgal                                                                 | Ukraina                                                                         | 2                                                                               | 0.174 s                                                                         | 10.48 s                                                                         |                                                                                 |                                                                                 |
| 5                                                                               | =55                                                                             | Oscar Meneses Gonzalez                                                          | Guatemala                                                                       | 8                                                                               | 0.212 s                                                                         | 10.54 s                                                                         |                                                                                 |                                                                                 |
| 6                                                                               | =60                                                                             | Shigeyuki Kojima                                                                | Japan                                                                           | 1                                                                               | 0.217 s                                                                         | 10.59 s                                                                         |                                                                                 |                                                                                 |
| 7                                                                               | 70                                                                              | Caimin Douglas                                                                  | Oberoende olympiska idrottsutövare                                              | 6                                                                               | 0.259 s                                                                         | 10.69 s                                                                         |                                                                                 |                                                                                 |
| 8                                                                               | 89                                                                              | Abraham Kepsin                                                                  | Vanuatu                                                                         | 3                                                                               | 0.172 s                                                                         | 11.12 s                                                                         |                                                                                 | PB                                                                              |
| 9                                                                               | 91                                                                              | Philam Garcia                                                                   | Guatemala                                                                       | 4                                                                               | 0.220 s                                                                         | 11.21 s                                                                         |                                                                                 |                                                                                 |

| Heat 10 av 11 Datum: fredagen den 22 september 2000 Tid: 12:29 em Vind: -0.7 m/s | Heat 10 av 11 Datum: fredagen den 22 september 2000 Tid: 12:29 em Vind: -0.7 m/s | Heat 10 av 11 Datum: fredagen den 22 september 2000 Tid: 12:29 em Vind: -0.7 m/s | Heat 10 av 11 Datum: fredagen den 22 september 2000 Tid: 12:29 em Vind: -0.7 m/s | Heat 10 av 11 Datum: fredagen den 22 september 2000 Tid: 12:29 em Vind: -0.7 m/s | Heat 10 av 11 Datum: fredagen den 22 september 2000 Tid: 12:29 em Vind: -0.7 m/s | Heat 10 av 11 Datum: fredagen den 22 september 2000 Tid: 12:29 em Vind: -0.7 m/s | Heat 10 av 11 Datum: fredagen den 22 september 2000 Tid: 12:29 em Vind: -0.7 m/s | Heat 10 av 11 Datum: fredagen den 22 september 2000 Tid: 12:29 em Vind: -0.7 m/s |
| Placering                                                                        | Placering                                                                        | Idrottare                                                                        | Nation                                                                           | Bana                                                                             | Reaktion                                                                         | Tid                                                                              | Kval.                                                                            | Rekord                                                                           |
| Heat                                                                             | Totalt                                                                           | Idrottare                                                                        | Nation                                                                           | Bana                                                                             | Reaktion                                                                         | Tid                                                                              | Kval.                                                                            | Rekord                                                                           |
| -------------------------------------------------------------------------------- | -------------------------------------------------------------------------------- | -------------------------------------------------------------------------------- | -------------------------------------------------------------------------------- | -------------------------------------------------------------------------------- | -------------------------------------------------------------------------------- | -------------------------------------------------------------------------------- | -------------------------------------------------------------------------------- | -------------------------------------------------------------------------------- |
| 1                                                                                | =26                                                                              | Jason Gardener                                                                   | Storbritannien                                                                   | 1                                                                                | 0,188 s                                                                          | 10,38 s                                                                          | Q                                                                                |                                                                                  |
| 2                                                                                | =42                                                                              | Lindel Frater                                                                    | Jamaica                                                                          | 3                                                                                | 0.154 s                                                                          | 10.45 s                                                                          | Q                                                                                |                                                                                  |
| 3                                                                                | =47                                                                              | Konstantin Rurak                                                                 | Ukraina                                                                          | 5                                                                                | 0.224 s                                                                          | 10.48 s                                                                          | Q                                                                                |                                                                                  |
| 4                                                                                | =53                                                                              | Sherwin Vries                                                                    | Namibia                                                                          | 4                                                                                | 0.165 s                                                                          | 10.53 s                                                                          |                                                                                  |                                                                                  |
| 5                                                                                | =58                                                                              | Niconner Alexander                                                               | Trinidad och Tobago                                                              | 2                                                                                | 0.149 s                                                                          | 10.56 s                                                                          |                                                                                  |                                                                                  |
| 6                                                                                | =67                                                                              | Sergej Bitjkov                                                                   | Ryssland                                                                         | 9                                                                                | 0.183 s                                                                          | 10.68 s                                                                          |                                                                                  |                                                                                  |
| 7                                                                                | 71                                                                               | Ruslan Rusidze                                                                   | Georgien                                                                         | 8                                                                                | 0.166 s                                                                          | 10.70 s                                                                          |                                                                                  |                                                                                  |
| 8                                                                                | 73                                                                               | Alpha B. Kamara                                                                  | Sierra Leone                                                                     | 7                                                                                | 0.162 s                                                                          | 10.74 s                                                                          |                                                                                  |                                                                                  |
| 9                                                                                | =74                                                                              | Vitalij Medvedev                                                                 | Kazakstan                                                                        | 6                                                                                | 0.209 s                                                                          | 10.75 s                                                                          |                                                                                  |                                                                                  |

| Heat 11 av 11 Datum: fredagen den 22 september 2000 Tid: 12:35 em Vind: -1.2 m/s | Heat 11 av 11 Datum: fredagen den 22 september 2000 Tid: 12:35 em Vind: -1.2 m/s | Heat 11 av 11 Datum: fredagen den 22 september 2000 Tid: 12:35 em Vind: -1.2 m/s | Heat 11 av 11 Datum: fredagen den 22 september 2000 Tid: 12:35 em Vind: -1.2 m/s | Heat 11 av 11 Datum: fredagen den 22 september 2000 Tid: 12:35 em Vind: -1.2 m/s | Heat 11 av 11 Datum: fredagen den 22 september 2000 Tid: 12:35 em Vind: -1.2 m/s | Heat 11 av 11 Datum: fredagen den 22 september 2000 Tid: 12:35 em Vind: -1.2 m/s | Heat 11 av 11 Datum: fredagen den 22 september 2000 Tid: 12:35 em Vind: -1.2 m/s | Heat 11 av 11 Datum: fredagen den 22 september 2000 Tid: 12:35 em Vind: -1.2 m/s |
| Placering                                                                        | Placering                                                                        | Idrottare                                                                        | Nation                                                                           | Bana                                                                             | Reaktion                                                                         | Tid                                                                              | Kval.                                                                            | Rekord                                                                           |
| Heat                                                                             | Totalt                                                                           | Idrottare                                                                        | Nation                                                                           | Bana                                                                             | Reaktion                                                                         | Tid                                                                              | Kval.                                                                            | Rekord                                                                           |
| -------------------------------------------------------------------------------- | -------------------------------------------------------------------------------- | -------------------------------------------------------------------------------- | -------------------------------------------------------------------------------- | -------------------------------------------------------------------------------- | -------------------------------------------------------------------------------- | -------------------------------------------------------------------------------- | -------------------------------------------------------------------------------- | -------------------------------------------------------------------------------- |
| 1                                                                                | =20                                                                              | Christopher Williams                                                             | Jamaica                                                                          | 3                                                                                | 0,186 s                                                                          | 10,35 s                                                                          | Q                                                                                |                                                                                  |
| 2                                                                                | =39                                                                              | Matthew Quinn                                                                    | Sydafrika                                                                        | 5                                                                                | 0.170 s                                                                          | 10.44 s                                                                          | Q                                                                                |                                                                                  |
| 3                                                                                | =42                                                                              | Koji Ito                                                                         | Japan                                                                            | 7                                                                                | 0.234 s                                                                          | 10.45 s                                                                          | Q                                                                                |                                                                                  |
| 4                                                                                | =55                                                                              | Héber Viera                                                                      | Uruguay                                                                          | 6                                                                                | 0.246 s                                                                          | 10.54 s                                                                          |                                                                                  |                                                                                  |
| 5                                                                                | =58                                                                              | Gabriel Simon                                                                    | Argentina                                                                        | 4                                                                                | 0.166 s                                                                          | 10.56 s                                                                          |                                                                                  |                                                                                  |
| 6                                                                                | 78                                                                               | Erwin Heru Susanto                                                               | Indonesien                                                                       | 8                                                                                | 0.164 s                                                                          | 10.87 s                                                                          |                                                                                  |                                                                                  |
| 7                                                                                | 81                                                                               | Moumi Sebergue                                                                   | Tchad                                                                            | 1                                                                                | 0.249 s                                                                          | 11.00 s                                                                          |                                                                                  |                                                                                  |
| 8                                                                                | 87                                                                               | Guillermo Dongo                                                                  | Surinam                                                                          | 9                                                                                | 0.197 s                                                                          | 11.10 s                                                                          |                                                                                  |                                                                                  |
| 9                                                                                | 90                                                                               | Lucas Nelson                                                                     | Seychellerna                                                                     | 2                                                                                | 0.218 s                                                                          | 11.15 s                                                                          |                                                                                  |                                                                                  |

| Omgång 1 Sammanlagda resultat | Omgång 1 Sammanlagda resultat | Omgång 1 Sammanlagda resultat      | Omgång 1 Sammanlagda resultat | Omgång 1 Sammanlagda resultat | Omgång 1 Sammanlagda resultat | Omgång 1 Sammanlagda resultat | Omgång 1 Sammanlagda resultat | Omgång 1 Sammanlagda resultat | Omgång 1 Sammanlagda resultat |
| Placering                     | Idrottare                     | Nation                             | Heat                          | Bana                          | Placering                     | Vind                          | Tid                           | Kval.                         | Rekord                        |
| ----------------------------- | ----------------------------- | ---------------------------------- | ----------------------------- | ----------------------------- | ----------------------------- | ----------------------------- | ----------------------------- | ----------------------------- | ----------------------------- |
| 1                             | Ato Boldon                    | Trinidad och Tobago                | 8                             | 9                             | 1                             | +1.9                          | 10,04 s                       | Q                             |                               |
| 2                             | Antoine Boussombo             | Gabon                              | 8                             | 1                             | 2                             | +1.9                          | 10.13 s                       | Q                             | =NR                           |
| 3                             | Leo Myles-Mills               | Ghana                              | 8                             | 2                             | 3                             | +1.9                          | 10.15 s                       | Q                             | SB                            |
| 4                             | Jonathan Drummond             | USA                                | 9                             | 5                             | 1                             | -1.0                          | 10.20 s                       | Q                             |                               |
| 5                             | Obadele Thompson              | Barbados                           | 4                             | 2                             | 1                             | -0.5                          | 10.23 s                       | Q                             |                               |
| 6                             | Ibrahim Meité                 | Elfenbenskusten                    | 8                             | 3                             | 4                             | +1.9                          | 10.24 s                       | q                             | PB                            |
| 7                             | Marcin Nowak                  | Polen                              | 2                             | 9                             | 1                             | -0.6                          | 10.27 s                       | Q                             |                               |
| 8                             | Darren Campbell               | Storbritannien                     | 5                             | 1                             | 1                             | -0.5                          | 10.28 s                       | Q                             |                               |
| 9                             | Curtis Johnson                | USA                                | 3                             | 1                             | 1                             | +0.4                          | 10.30 s                       | Q                             |                               |
| 10                            | Sunday Emmanuel               | Nigeria                            | 2                             | 3                             | 2                             | -0.6                          | 10.31 s                       | Q                             |                               |
| 10                            | Maurice Greene                | USA                                | 6                             | 3                             | 1                             | +0.2                          | 10.31 s                       | Q                             |                               |
| 10                            | Patrick Johnson               | Australien                         | 1                             | 3                             | 2                             | -0.6                          | 10.31 s                       | Q                             |                               |
| 10                            | Vicente de Lima               | Brasilien                          | 3                             | 9                             | 2                             | +0.4                          | 10.31 s                       | Q                             |                               |
| 10                            | Aziz Zakari                   | Ghana                              | 1                             | 9                             | 1                             | -0.6                          | 10.31 s                       | Q                             |                               |
| 10                            | Claudio Sousa                 | Brasilien                          | 8                             | 6                             | 5                             | +1.9                          | 10.32 s                       | q                             | SB                            |
| 16                            | Bruny Surin                   | Kanada                             | 8                             | 8                             | 6                             | +1.9                          | 10.32 s                       | q                             | SB                            |
| 17                            | Freddy Mayola                 | Kuba                               | 2                             | 5                             | 3                             | -0.6                          | 10.33 s                       | Q                             |                               |
| 17                            | Sayon Cooper                  | Liberia                            | 2                             | 6                             | 4                             | -0.6                          | 10.33 s                       | q                             |                               |
| 19                            | Georgios Theodoridis          | Grekland                           | 3                             | 2                             | 3                             | +0.4                          | 10.34 s                       | Q                             |                               |
| 20                            | Serge Bengono II              | Kamerun                            | 5                             | 7                             | 2                             | -0.5                          | 10.35 s                       | Q                             |                               |
| 20                            | Stéphan Buckland              | Mauritius                          | 7                             | 2                             | 1                             | +0.3                          | 10.35 s                       | Q                             |                               |
| 20                            | Deji Aliu                     | Nigeria                            | 4                             | 5                             | 2                             | -0.5                          | 10.35 s                       | Q                             |                               |
| 20                            | Matt Shirvington              | Australien                         | 9                             | 9                             | 2                             | -1.0                          | 10.35 s                       | Q                             |                               |
| 20                            | Christopher Williams          | Jamaica                            | 11                            | 3                             | 1                             | -1.2                          | 10.35 s                       | Q                             |                               |
| 25                            | Venancio Jose                 | Spanien                            | 1                             | 8                             | 3                             | -0.6                          | 10.36 s                       | Q                             |                               |
| 26                            | Dwain Chambers                | Storbritannien                     | 7                             | 1                             | 2                             | +0.3                          | 10.38 s                       | Q                             |                               |
| 26                            | Jason Gardener                | Storbritannien                     | 10                            | 1                             | 1                             | -0.7                          | 10.38 s                       | Q                             |                               |
| 26                            | David Patros                  | Frankrike                          | 2                             | 4                             | 5                             | -0.6                          | 10.38 s                       | q                             |                               |
| 29                            | Donovan Bailey                | Kanada                             | 7                             | 6                             | 3                             | +0.3                          | 10.39 s                       | Q                             |                               |
| 29                            | Kim Collins                   | Saint Kitts och Nevis              | 6                             | 5                             | 2                             | +0.2                          | 10.39 s                       | Q                             |                               |
| 29                            | Shingo Kawabata               | Japan                              | 4                             | 7                             | 3                             | -0.5                          | 10.39 s                       | Q                             |                               |
| 32                            | Stefano Tilli                 | Italien                            | 4                             | 6                             | 4                             | -0.5                          | 10.40 s                       | q                             |                               |
| 33                            | Patrick Jarrett               | Jamaica                            | 9                             | 7                             | 3                             | -1.0                          | 10.41 s                       | Q                             |                               |
| 33                            | Martin Lachkovics             | Österrike                          | 1                             | 5                             | 4                             | -0.6                          | 10.41 s                       | q                             |                               |
| 33                            | Bruny Surin                   | Kanada                             | 3                             | 6                             | 4                             | +0.4                          | 10.41 s                       | q                             |                               |
| 36                            | Piotr Balcerzak               | Polen                              | 5                             | 5                             | 3                             | -0.5                          | 10.42 s                       | Q                             |                               |
| 36                            | Marc Blume                    | Tyskland                           | 7                             | 7                             | 4                             | +0.3                          | 10.42 s                       |                               |                               |
| 38                            | Tommy Kafri                   | Israel                             | 5                             | 9                             | 4                             | -0.5                          | 10.43 s                       |                               |                               |
| 39                            | Matthew Quinn                 | Sydafrika                          | 11                            | 5                             | 2                             | -1.2                          | 10.44 s                       | Q                             |                               |
| 39                            | Christian Nsiah               | Ghana                              | 5                             | 2                             | 5                             | -0.5                          | 10.44 s                       |                               |                               |
| 39                            | Raphael de Oliveira           | Brasilien                          | 4                             | 8                             | 5                             | -0.5                          | 10.44 s                       |                               |                               |
| 42                            | Joseph Batangdon              | Kamerun                            | 6                             | 8                             | 3                             | +0.2                          | 10.45 s                       | Q                             |                               |
| 42                            | Lindel Frater                 | Jamaica                            | 10                            | 3                             | 2                             | -0.7                          | 10.45 s                       | Q                             |                               |
| 42                            | Koji Ito                      | Japan                              | 11                            | 7                             | 3                             | -1.2                          | 10.45 s                       | Q                             |                               |
| 42                            | Nicolas Macrozonaris          | Kanada                             | 1                             | 6                             | 5                             | -0.6                          | 10.45 s                       |                               |                               |
| 46                            | Renward Wells                 | Bahamas                            | 3                             | 8                             | 5                             | +0.4                          | 10.47 s                       |                               |                               |
| 47                            | Konstantin Rurak              | Ukraina                            | 10                            | 5                             | 3                             | -0.7                          | 10.48 s                       | Q                             |                               |
| 47                            | Anatolij Dovgal               | Ukraina                            | 9                             | 2                             | 4                             | -1.0                          | 10.48 s                       |                               |                               |
| 49                            | Francesco Scuderi             | Italien                            | 5                             | 3                             | 6                             | -0.5                          | 10.50 s                       |                               |                               |
| 49                            | Dejan Vojnovic                | Kroatien                           | 3                             | 5                             | 6                             | +0.4                          | 10.50 s                       |                               | SB                            |
| 51                            | Andrea Colombo                | Italien                            | 6                             | 9                             | 4                             | +0.2                          | 10.52 s                       |                               |                               |
| 51                            | Paul di Bella                 | Australien                         | 7                             | 9                             | 5                             | +0.3                          | 10.52 s                       |                               |                               |
| 53                            | Tommi Hartonen                | Finland                            | 3                             | 4                             | 7                             | +0.4                          | 10.53 s                       |                               |                               |
| 53                            | Sherwin Vries                 | Namibia                            | 10                            | 4                             | 4                             | -0.7                          | 10.53 s                       |                               |                               |
| 55                            | Oscar Meneses Gonzalez        | Guatemala                          | 9                             | 8                             | 5                             | -1.0                          | 10.54 s                       |                               |                               |
| 55                            | Yanes Raubaba                 | Indonesien                         | 8                             | 5                             | 7                             | +1.9                          | 10.54 s                       |                               |                               |
| 55                            | Héber Viera                   | Uruguay                            | 11                            | 6                             | 4                             | -1.2                          | 10.54 s                       |                               |                               |
| 58                            | Niconner Alexander            | Trinidad och Tobago                | 10                            | 2                             | 5                             | -0.7                          | 10.56 s                       |                               |                               |
| 58                            | Gabriel Simon                 | Argentina                          | 11                            | 4                             | 5                             | -1.2                          | 10.56 s                       |                               |                               |
| 60                            | Shigeyuki Kojima              | Japan                              | 9                             | 1                             | 6                             | -1.0                          | 10.59 s                       |                               |                               |
| 61                            | Idrissa Sanou                 | Burkina Faso                       | 5                             | 4                             | 7                             | -0.5                          | 10.60 s                       |                               |                               |
| 62                            | Watson Nyambek                | Malaysia                           | 6                             | 7                             | 5                             | +0.2                          | 10.61 s                       |                               |                               |
| 63                            | Paul Brizzell                 | Irland                             | 4                             | 4                             | 6                             | -0.5                          | 10.62 s                       |                               |                               |
| 64                            | Edgardo Antonio Serpas        | El Salvador                        | 7                             | 4                             | 6                             | +0.3                          | 10.63 s                       |                               |                               |
| 64                            | Petko Yankov                  | Bulgarien                          | 4                             | 3                             | 7                             | -0.5                          | 10.63 s                       |                               |                               |
| 66                            | Wai Hung Chiang               | Hongkong                           | 2                             | 2                             | 6                             | -0.6                          | 10.64 s                       |                               |                               |
| 67                            | Sergej Bitjkov                | Ryssland                           | 10                            | 9                             | 6                             | -0.7                          | 10.68 s                       |                               |                               |
| 67                            | Hadhari Saindou Djaffar       | Komorerna                          | 7                             | 3                             | 7                             | +0.3                          | 10.68 s                       |                               |                               |
| 67                            | John Herman Muray             | Indonesien                         | 6                             | 4                             | 6                             | +0.2                          | 10.68 s                       |                               |                               |
| 70                            | Caimin Douglas                | Oberoende olympiska idrottsutövare | 9                             | 6                             | 7                             | -1.0                          | 10.69 s                       |                               |                               |
| 71                            | Ruslan Rusidze                | Georgien                           | 10                            | 8                             | 7                             | -0.7                          | 10.70 s                       |                               |                               |
| 72                            | Seun Ogunkoya                 | Nigeria                            | 3                             | 3                             | 8                             | +0.4                          | 10.72 s                       |                               |                               |
| 73                            | Alpha B. Kamara               | Sierra Leone                       | 10                            | 7                             | 8                             | -0.7                          | 10.74 s                       |                               |                               |
| 74                            | Jamal A. Al Saffar            | Saudiarabien                       | 1                             | 2                             | 6                             | -0.6                          | 10.75 s                       |                               |                               |
| 74                            | Vitalij Medvedev              | Kazakstan                          | 10                            | 6                             | 9                             | -0.7                          | 10.75 s                       |                               |                               |
| 76                            | Youssouf Simpara              | Mali                               | 5                             | 8                             | 8                             | -0.5                          | 10.82 s                       |                               |                               |
| 77                            | Tich Thien Luong              | Vietnam                            | 1                             | 7                             | 7                             | -0.6                          | 10.85 s                       |                               |                               |
| 78                            | Erwin Heru Susanto            | Indonesien                         | 11                            | 8                             | 6                             | -1.2                          | 10.87 s                       |                               |                               |
| 79                            | Kelsey Nakanelua              | Amerikanska Samoa                  | 7                             | 5                             | 8                             | +0.3                          | 10.93 s                       |                               | NR                            |
| 80                            | Teymur Gasimov                | Azerbajdzjan                       | 2                             | 1                             | 7                             | -0.6                          | 10.97 s                       |                               |                               |
| 81                            | Moumi Sebergue                | Tchad                              | 11                            | 1                             | 7                             | -1.2                          | 11.00 s                       |                               |                               |
| 82                            | Christopher Adolf             | Palau                              | 4                             | 9                             | 8                             | -0.5                          | 11.01 s                       |                               | NR                            |
| 82                            | Toluta'u Koula                | Tonga                              | 4                             | 1                             | 9                             | -0.5                          | 11.01 s                       |                               |                               |
| 84                            | Pa Modou Gai                  | Gambia                             | 1                             | 1                             | 8                             | -0.6                          | 11.03 s                       |                               |                               |
| 85                            | Mario Bonello                 | Malta                              | 1                             | 4                             | 9                             | -0.6                          | 11.06 s                       |                               |                               |
| 86                            | Oltion Luli                   | Albanien                           | 8                             | 4                             | 8                             | +1.9                          | 11.08 s                       |                               |                               |
| 87                            | Guillermo Dongo               | Surinam                            | 11                            | 9                             | 8                             | -1.2                          | 11.10 s                       |                               |                               |
| 88                            | Haseri Asli                   | Brunei                             | 2                             | 7                             | 8                             | -0.6                          | 11.11 s                       |                               |                               |
| 89                            | Abraham Kepsin                | Vanuatu                            | 9                             | 3                             | 8                             | -1.0                          | 11.12 s                       |                               | PB                            |
| 90                            | Lucas Nelson                  | Seychellerna                       | 11                            | 2                             | 9                             | -1.2                          | 11.15 s                       |                               |                               |
| 91                            | Philam Garcia                 | Guatemala                          | 9                             | 4                             | 9                             | -1.0                          | 11.21 s                       |                               |                               |
| 92                            | Teina Teiti                   | Cooköarna                          | 6                             | 2                             | 7                             | +0.2                          | 11.22 s                       |                               |                               |
| 93                            | Mamane S. Ani Ali             | Niger                              | 8                             | 7                             | 9                             | +1.9                          | 11.25 s                       |                               | SB                            |
| 94                            | Sisomphone Vongphakdy         | Laos                               | 2                             | 8                             | 9                             | -0.6                          | 11.47 s                       |                               |                               |
| 95                            | Jean Randriamamitiana         | Madagaskar                         | 7                             | 8                             | 9                             | +0.3                          | 12.50 s                       |                               |                               |
| -                             | Fernando Arlete               | Guinea-Bissau                      | 3                             | 7                             | -                             | +0.4                          | DNF                           |                               |                               |
| -                             | Ronald Promesse               | Saint Lucia                        | 5                             | 6                             | -                             | -0.5                          | DNF                           |                               |                               |
| -                             | Cherico Detenamo              | Nauru                              | 6                             | 1                             | -                             | +0.2                          | DNS                           |                               |                               |
| -                             | Angelos Pavlakakis            | Grekland                           | 6                             | 6                             | -                             | +0.2                          | DNS                           |                               |                               |

### Omgång 2
| Heat 1 av 5 Datum: fredagen den 22 september 2000 Tid: 8:45 em Vind: -1.7 m/s | Heat 1 av 5 Datum: fredagen den 22 september 2000 Tid: 8:45 em Vind: -1.7 m/s | Heat 1 av 5 Datum: fredagen den 22 september 2000 Tid: 8:45 em Vind: -1.7 m/s | Heat 1 av 5 Datum: fredagen den 22 september 2000 Tid: 8:45 em Vind: -1.7 m/s | Heat 1 av 5 Datum: fredagen den 22 september 2000 Tid: 8:45 em Vind: -1.7 m/s | Heat 1 av 5 Datum: fredagen den 22 september 2000 Tid: 8:45 em Vind: -1.7 m/s | Heat 1 av 5 Datum: fredagen den 22 september 2000 Tid: 8:45 em Vind: -1.7 m/s | Heat 1 av 5 Datum: fredagen den 22 september 2000 Tid: 8:45 em Vind: -1.7 m/s | Heat 1 av 5 Datum: fredagen den 22 september 2000 Tid: 8:45 em Vind: -1.7 m/s |
| Placering                                                                     | Placering                                                                     | Idrottare                                                                     | Nation                                                                        | Bana                                                                          | Reaktion                                                                      | Tid                                                                           | Kval.                                                                         | Rekord                                                                        |
| Heat                                                                          | Totalt                                                                        | Idrottare                                                                     | Nation                                                                        | Bana                                                                          | Reaktion                                                                      | Tid                                                                           | Kval.                                                                         | Rekord                                                                        |
| ----------------------------------------------------------------------------- | ----------------------------------------------------------------------------- | ----------------------------------------------------------------------------- | ----------------------------------------------------------------------------- | ----------------------------------------------------------------------------- | ----------------------------------------------------------------------------- | ----------------------------------------------------------------------------- | ----------------------------------------------------------------------------- | ----------------------------------------------------------------------------- |
| 1                                                                             | 2                                                                             | Maurice Greene                                                                | USA                                                                           | 4                                                                             | 0,182 s                                                                       | 10,10 s                                                                       | Q                                                                             |                                                                               |
| 2                                                                             | =11                                                                           | Leo Myles-Mills                                                               | Ghana                                                                         | 2                                                                             | 0.145 s                                                                       | 10.23 s                                                                       | Q                                                                             |                                                                               |
| 3                                                                             | 26                                                                            | Sunday Emmanuel                                                               | Nigeria                                                                       | 5                                                                             | 0.165 s                                                                       | 10.36 s                                                                       | Q                                                                             |                                                                               |
| 4                                                                             | =27                                                                           | Marcin Nowak                                                                  | Polen                                                                         | 6                                                                             | 0.186 s                                                                       | 10.37 s                                                                       |                                                                               |                                                                               |
| 5                                                                             | =27                                                                           | Sayon Cooper                                                                  | Liberia                                                                       | 8                                                                             | 0.147 s                                                                       | 10.37 s                                                                       |                                                                               |                                                                               |
| 6                                                                             | 31                                                                            | Ibrahim Meite                                                                 | Elfenbenskusten                                                               | 1                                                                             | 0.191 s                                                                       | 10.40 s                                                                       |                                                                               |                                                                               |
| 7                                                                             | 34                                                                            | Serge Bengono II                                                              | Kamerun                                                                       | 3                                                                             | 0.222 s                                                                       | 10.46 s                                                                       |                                                                               |                                                                               |
| 8                                                                             | 39                                                                            | Shingo Kawabata                                                               | Japan                                                                         | 7                                                                             | 0.184 s                                                                       | 10.60 s                                                                       |                                                                               |                                                                               |

| Heat 2 av 5 Datum: fredagen den 22 september 2000 Tid: 8:51 em Vind: +0.3 m/s | Heat 2 av 5 Datum: fredagen den 22 september 2000 Tid: 8:51 em Vind: +0.3 m/s | Heat 2 av 5 Datum: fredagen den 22 september 2000 Tid: 8:51 em Vind: +0.3 m/s | Heat 2 av 5 Datum: fredagen den 22 september 2000 Tid: 8:51 em Vind: +0.3 m/s | Heat 2 av 5 Datum: fredagen den 22 september 2000 Tid: 8:51 em Vind: +0.3 m/s | Heat 2 av 5 Datum: fredagen den 22 september 2000 Tid: 8:51 em Vind: +0.3 m/s | Heat 2 av 5 Datum: fredagen den 22 september 2000 Tid: 8:51 em Vind: +0.3 m/s | Heat 2 av 5 Datum: fredagen den 22 september 2000 Tid: 8:51 em Vind: +0.3 m/s | Heat 2 av 5 Datum: fredagen den 22 september 2000 Tid: 8:51 em Vind: +0.3 m/s |
| Placering                                                                     | Placering                                                                     | Idrottare                                                                     | Nation                                                                        | Bana                                                                          | Reaktion                                                                      | Tid                                                                           | Kval.                                                                         | Rekord                                                                        |
| Heat                                                                          | Totalt                                                                        | Idrottare                                                                     | Nation                                                                        | Bana                                                                          | Reaktion                                                                      | Tid                                                                           | Kval.                                                                         | Rekord                                                                        |
| ----------------------------------------------------------------------------- | ----------------------------------------------------------------------------- | ----------------------------------------------------------------------------- | ----------------------------------------------------------------------------- | ----------------------------------------------------------------------------- | ----------------------------------------------------------------------------- | ----------------------------------------------------------------------------- | ----------------------------------------------------------------------------- | ----------------------------------------------------------------------------- |
| 1                                                                             | 3                                                                             | Ato Boldon                                                                    | Trinidad och Tobago                                                           | 3                                                                             | 0,155 s                                                                       | 10,11 s                                                                       | Q                                                                             |                                                                               |
| 2                                                                             | 7                                                                             | Kim Collins                                                                   | Saint Kitts och Nevis                                                         | 4                                                                             | 0.222 s                                                                       | 10.19 s                                                                       | Q                                                                             |                                                                               |
| 3                                                                             | 8                                                                             | Bruny Surin                                                                   | Kanada                                                                        | 2                                                                             | 0.130 s                                                                       | 10.20 s                                                                       | Q                                                                             |                                                                               |
| 4                                                                             | =16                                                                           | Jason Gardener                                                                | Storbritannien                                                                | 5                                                                             | 0.177 s                                                                       | 10.27 s                                                                       |                                                                               |                                                                               |
| 5                                                                             | 23                                                                            | Christopher Williams                                                          | Jamaica                                                                       | 6                                                                             | 0.187 s                                                                       | 10.30 s                                                                       |                                                                               |                                                                               |
| 6                                                                             | 25                                                                            | Freddy Mayola                                                                 | Kuba                                                                          | 8                                                                             | 0.144 s                                                                       | 10.35 s                                                                       |                                                                               |                                                                               |
| 7                                                                             | =29                                                                           | Piotr Balcerzak                                                               | Polen                                                                         | 1                                                                             | 0.152 s                                                                       | 10.38 s                                                                       |                                                                               |                                                                               |
| 8                                                                             | =32                                                                           | Martin Lachkovics                                                             | Österrike                                                                     | 9                                                                             | 0.189 s                                                                       | 10.44 s                                                                       |                                                                               |                                                                               |
| 9                                                                             | 37                                                                            | Joseph Batangdon                                                              | Kamerun                                                                       | 7                                                                             | 0.231 s                                                                       | 10.52 s                                                                       |                                                                               |                                                                               |

| Heat 3 av 5 Datum: fredagen den 22 september 2000 Tid: 8:57 em Vind: +0.8 m/s | Heat 3 av 5 Datum: fredagen den 22 september 2000 Tid: 8:57 em Vind: +0.8 m/s | Heat 3 av 5 Datum: fredagen den 22 september 2000 Tid: 8:57 em Vind: +0.8 m/s | Heat 3 av 5 Datum: fredagen den 22 september 2000 Tid: 8:57 em Vind: +0.8 m/s | Heat 3 av 5 Datum: fredagen den 22 september 2000 Tid: 8:57 em Vind: +0.8 m/s | Heat 3 av 5 Datum: fredagen den 22 september 2000 Tid: 8:57 em Vind: +0.8 m/s | Heat 3 av 5 Datum: fredagen den 22 september 2000 Tid: 8:57 em Vind: +0.8 m/s | Heat 3 av 5 Datum: fredagen den 22 september 2000 Tid: 8:57 em Vind: +0.8 m/s | Heat 3 av 5 Datum: fredagen den 22 september 2000 Tid: 8:57 em Vind: +0.8 m/s |
| Placering                                                                     | Placering                                                                     | Idrottare                                                                     | Nation                                                                        | Bana                                                                          | Reaktion                                                                      | Tid                                                                           | Kval.                                                                         | Rekord                                                                        |
| Heat                                                                          | Totalt                                                                        | Idrottare                                                                     | Nation                                                                        | Bana                                                                          | Reaktion                                                                      | Tid                                                                           | Kval.                                                                         | Rekord                                                                        |
| ----------------------------------------------------------------------------- | ----------------------------------------------------------------------------- | ----------------------------------------------------------------------------- | ----------------------------------------------------------------------------- | ----------------------------------------------------------------------------- | ----------------------------------------------------------------------------- | ----------------------------------------------------------------------------- | ----------------------------------------------------------------------------- | ----------------------------------------------------------------------------- |
| 1                                                                             | 1                                                                             | Obadele Thompson                                                              | Barbados                                                                      | 3                                                                             | 0,187 s                                                                       | 10,04 s                                                                       | Q                                                                             |                                                                               |
| 2                                                                             | 5                                                                             | Matt Shirvington                                                              | Australien                                                                    | 5                                                                             | 0.142 s                                                                       | 10.13 s                                                                       | Q                                                                             |                                                                               |
| 3                                                                             | 10                                                                            | Aziz Zakari                                                                   | Ghana                                                                         | 6                                                                             | 0.193 s                                                                       | 10.22 s                                                                       | Q                                                                             |                                                                               |
| 4                                                                             | =11                                                                           | Lindel Frater                                                                 | Jamaica                                                                       | 2                                                                             | 0.185 s                                                                       | 10.23 s                                                                       | q                                                                             |                                                                               |
| 5                                                                             | 20                                                                            | Vicente de Lima                                                               | Brasilien                                                                     | 4                                                                             | 0.191 s                                                                       | 10.28 s                                                                       |                                                                               |                                                                               |
| 6                                                                             | 24                                                                            | David Patros                                                                  | Frankrike                                                                     | 7                                                                             | 0.241 s                                                                       | 10.33 s                                                                       |                                                                               |                                                                               |
| 7                                                                             | =29                                                                           | Konstantin Rurak                                                              | Ukraina                                                                       | 8                                                                             | 0.191 s                                                                       | 10.38 s                                                                       |                                                                               |                                                                               |
| 8                                                                             | 40                                                                            | Donovan Bailey                                                                | Kanada                                                                        | 1                                                                             | 0.216 s                                                                       | 11.36 s                                                                       |                                                                               |                                                                               |

| Heat 4 av 5 Datum: fredagen den 22 september 2000 Tid: 9:03 em Vind: +0.8 m/s | Heat 4 av 5 Datum: fredagen den 22 september 2000 Tid: 9:03 em Vind: +0.8 m/s | Heat 4 av 5 Datum: fredagen den 22 september 2000 Tid: 9:03 em Vind: +0.8 m/s | Heat 4 av 5 Datum: fredagen den 22 september 2000 Tid: 9:03 em Vind: +0.8 m/s | Heat 4 av 5 Datum: fredagen den 22 september 2000 Tid: 9:03 em Vind: +0.8 m/s | Heat 4 av 5 Datum: fredagen den 22 september 2000 Tid: 9:03 em Vind: +0.8 m/s | Heat 4 av 5 Datum: fredagen den 22 september 2000 Tid: 9:03 em Vind: +0.8 m/s | Heat 4 av 5 Datum: fredagen den 22 september 2000 Tid: 9:03 em Vind: +0.8 m/s | Heat 4 av 5 Datum: fredagen den 22 september 2000 Tid: 9:03 em Vind: +0.8 m/s |
| Placering                                                                     | Placering                                                                     | Idrottare                                                                     | Nation                                                                        | Nama                                                                          | Reaktion                                                                      | Tid                                                                           | Kval.                                                                         | Rekord                                                                        |
| Heat                                                                          | Totalt                                                                        | Idrottare                                                                     | Nation                                                                        | Nama                                                                          | Reaktion                                                                      | Tid                                                                           | Kval.                                                                         | Rekord                                                                        |
| ----------------------------------------------------------------------------- | ----------------------------------------------------------------------------- | ----------------------------------------------------------------------------- | ----------------------------------------------------------------------------- | ----------------------------------------------------------------------------- | ----------------------------------------------------------------------------- | ----------------------------------------------------------------------------- | ----------------------------------------------------------------------------- | ----------------------------------------------------------------------------- |
| 1                                                                             | 4                                                                             | Dwain Chambers                                                                | Storbritannien                                                                | 4                                                                             | 0,150 s                                                                       | 10,12 s                                                                       | Q                                                                             |                                                                               |
| 2                                                                             | 6                                                                             | Jon Drummond                                                                  | USA                                                                           | 5                                                                             | 0.145 s                                                                       | 10.15 s                                                                       | Q                                                                             |                                                                               |
| 3                                                                             | 14                                                                            | Koji Ito                                                                      | Japan                                                                         | 1                                                                             | 0.221 s                                                                       | 10.25 s                                                                       | Q                                                                             | SB                                                                            |
| 4                                                                             | 15                                                                            | Stéphan Buckland                                                              | Mauritius                                                                     | 6                                                                             | 0.150 s                                                                       | 10.26 s                                                                       |                                                                               |                                                                               |
| 5                                                                             | =16                                                                           | Antoine Boussombo                                                             | Gabon                                                                         | 3                                                                             | 0.190 s                                                                       | 10.27 s                                                                       |                                                                               |                                                                               |
| 6                                                                             | =16                                                                           | Stefano Tilli                                                                 | Italien                                                                       | 7                                                                             | 0.162 s                                                                       | 10.27 s                                                                       |                                                                               |                                                                               |
| 7                                                                             | =16                                                                           | Matthew Quinn                                                                 | Sydafrika                                                                     | 2                                                                             | 0.157 s                                                                       | 10.27 s                                                                       |                                                                               |                                                                               |
| 8                                                                             | 41                                                                            | Patrick Jarrett                                                               | Jamaica                                                                       | 8                                                                             | 0.184 s                                                                       | 16.40 s                                                                       |                                                                               |                                                                               |

| Heat 5 av 5 Datum: fredagen den 22 september 2000 Tid: 9:09 em Vind: +0.2 m/s | Heat 5 av 5 Datum: fredagen den 22 september 2000 Tid: 9:09 em Vind: +0.2 m/s | Heat 5 av 5 Datum: fredagen den 22 september 2000 Tid: 9:09 em Vind: +0.2 m/s | Heat 5 av 5 Datum: fredagen den 22 september 2000 Tid: 9:09 em Vind: +0.2 m/s | Heat 5 av 5 Datum: fredagen den 22 september 2000 Tid: 9:09 em Vind: +0.2 m/s | Heat 5 av 5 Datum: fredagen den 22 september 2000 Tid: 9:09 em Vind: +0.2 m/s | Heat 5 av 5 Datum: fredagen den 22 september 2000 Tid: 9:09 em Vind: +0.2 m/s | Heat 5 av 5 Datum: fredagen den 22 september 2000 Tid: 9:09 em Vind: +0.2 m/s | Heat 5 av 5 Datum: fredagen den 22 september 2000 Tid: 9:09 em Vind: +0.2 m/s |
| Placering                                                                     | Placering                                                                     | Idrottare                                                                     | Nation                                                                        | Bana                                                                          | Reaktion                                                                      | Tid                                                                           | Kval.                                                                         | Rekord                                                                        |
| Heat                                                                          | Totalt                                                                        | Idrottare                                                                     | Nation                                                                        | Bana                                                                          | Reaktion                                                                      | Tid                                                                           | Kval.                                                                         | Rekord                                                                        |
| ----------------------------------------------------------------------------- | ----------------------------------------------------------------------------- | ----------------------------------------------------------------------------- | ----------------------------------------------------------------------------- | ----------------------------------------------------------------------------- | ----------------------------------------------------------------------------- | ----------------------------------------------------------------------------- | ----------------------------------------------------------------------------- | ----------------------------------------------------------------------------- |
| 1                                                                             | 9                                                                             | Darren Campbell                                                               | Storbritannien                                                                | 5                                                                             | 0,229 s                                                                       | 10,21 s                                                                       | Q                                                                             |                                                                               |
| 2                                                                             | 13                                                                            | Curtis Johnson                                                                | USA                                                                           | 3                                                                             | 0.142 s                                                                       | 10.24 s                                                                       | Q                                                                             |                                                                               |
| 3                                                                             | =21                                                                           | Deji Aliu                                                                     | Nigeria                                                                       | 4                                                                             | 0.181 s                                                                       | 10.29 s                                                                       | Q                                                                             |                                                                               |
| 4                                                                             | =21                                                                           | Georgios Theodoridis                                                          | Grekland                                                                      | 7                                                                             | 0.144 s                                                                       | 10.29 s                                                                       |                                                                               |                                                                               |
| 5                                                                             | =32                                                                           | Patrick Johnson                                                               | Australien                                                                    | 6                                                                             | 0.236 s                                                                       | 10.44 s                                                                       |                                                                               |                                                                               |
| 6                                                                             | 35                                                                            | Claudio Sousa                                                                 | Brasilien                                                                     | 1                                                                             | 0.182 s                                                                       | 10.47 s                                                                       |                                                                               |                                                                               |
| 7                                                                             | 36                                                                            | Anninos Marcoullides                                                          | Cypern                                                                        | 8                                                                             | 0.183 s                                                                       | 10.48 s                                                                       |                                                                               |                                                                               |
| 8                                                                             | 38                                                                            | Venancio Jose                                                                 | Spanien                                                                       | 2                                                                             | 0.189 s                                                                       | 10.53 s                                                                       |                                                                               |                                                                               |

| Omgång 2 Sammanlagda resultat | Omgång 2 Sammanlagda resultat | Omgång 2 Sammanlagda resultat | Omgång 2 Sammanlagda resultat | Omgång 2 Sammanlagda resultat | Omgång 2 Sammanlagda resultat | Omgång 2 Sammanlagda resultat | Omgång 2 Sammanlagda resultat | Omgång 2 Sammanlagda resultat | Omgång 2 Sammanlagda resultat |
| Placering                     | Idrottare                     | Nation                        | Heat                          | Bana                          | Placering                     | Vind                          | Tid                           | Kval.                         | Rekord                        |
| ----------------------------- | ----------------------------- | ----------------------------- | ----------------------------- | ----------------------------- | ----------------------------- | ----------------------------- | ----------------------------- | ----------------------------- | ----------------------------- |
| 1                             | Obadele Thompson              | Barbados                      | 3                             | 3                             | 1                             | +0.8                          | 10,04 s                       | Q                             |                               |
| 2                             | Maurice Greene                | USA                           | 1                             | 4                             | 1                             | -1.7                          | 10.10 s                       | Q                             |                               |
| 3                             | Ato Boldon                    | Trinidad och Tobago           | 2                             | 3                             | 1                             | +0.3                          | 10.11 s                       | Q                             |                               |
| 4                             | Dwain Chambers                | Storbritannien                | 4                             | 1                             | 1                             | +0.8                          | 10.12 s                       | Q                             |                               |
| 5                             | Matt Shirvington              | Australien                    | 3                             | 5                             | 2                             | +0.8                          | 10.13 s                       | Q                             |                               |
| 6                             | Jon Drummond                  | USA                           | 4                             | 5                             | 2                             | +0.8                          | 10.15 s                       | Q                             |                               |
| 7                             | Kim Collins                   | Saint Kitts och Nevis         | 2                             | 4                             | 2                             | +0.3                          | 10.19 s                       | Q                             |                               |
| 8                             | Bruny Surin                   | Kanada                        | 2                             | 2                             | 3                             | +0.3                          | 10.20 s                       | Q                             |                               |
| 9                             | Darren Campbell               | Storbritannien                | 5                             | 5                             | 1                             | +0.2                          | 10.21 s                       | Q                             |                               |
| 10                            | Aziz Zakari                   | Ghana                         | 3                             | 6                             | 3                             | +0.8                          | 10.22 s                       | Q                             |                               |
| 11                            | Leo Myles-Mills               | Ghana                         | 1                             | 2                             | 2                             | -1.7                          | 10.23 s                       | Q                             |                               |
| 11                            | Lindel Frater                 | Jamaica                       | 3                             | 2                             | 4                             | +0.8                          | 10.23 s                       | q                             |                               |
| 13                            | Curtis Johnson                | USA                           | 5                             | 3                             | 2                             | +0.2                          | 10.24 s                       | Q                             |                               |
| 14                            | Koji Ito                      | Japan                         | 4                             | 1                             | 3                             | +0.8                          | 10.25 s                       | Q                             | SB                            |
| 15                            | Stéphan Buckland              | Mauritius                     | 4                             | 6                             | 4                             | +0.8                          | 10.26 s                       |                               |                               |
| 16                            | Antoine Boussombo             | Gabon                         | 4                             | 3                             | 5                             | +0.8                          | 10.27 s                       |                               |                               |
| 16                            | Jason Gardener                | Storbritannien                | 2                             | 5                             | 4                             | +0.3                          | 10.27 s                       |                               |                               |
| 16                            | Matthew Quinn                 | Sydafrika                     | 4                             | 2                             | 7                             | +0.8                          | 10.27 s                       |                               |                               |
| 16                            | Stefano Tilli                 | Italien                       | 4                             | 7                             | 6                             | +0.8                          | 10.27 s                       |                               |                               |
| 20                            | Vicente de Lima               | Brasilien                     | 3                             | 4                             | 5                             | +0.8                          | 10.28 s                       |                               |                               |
| 21                            | Deji Aliu                     | Nigeria                       | 5                             | 4                             | 3                             | +0.2                          | 10.29 s                       | Q                             |                               |
| 21                            | Georgios Theodoridis          | Grekland                      | 5                             | 7                             | 4                             | +0.2                          | 10.29 s                       |                               |                               |
| 23                            | Christopher Williams          | Jamaica                       | 2                             | 6                             | 5                             | +0.3                          | 10.30 s                       |                               |                               |
| 24                            | David Patros                  | Frankrike                     | 3                             | 7                             | 6                             | +0.8                          | 10.33 s                       |                               |                               |
| 25                            | Freddy Mayola                 | Kuba                          | 2                             | 8                             | 6                             | +0.3                          | 10.35 s                       |                               |                               |
| 26                            | Sunday Emmanuel               | Nigeria                       | 1                             | 5                             | 3                             | -1.7                          | 10.36 s                       | Q                             |                               |
| 27                            | Sayon Cooper                  | Liberia                       | 1                             | 8                             | 5                             | -1.7                          | 10.37 s                       |                               |                               |
| 27                            | Marcin Nowak                  | Polen                         | 1                             | 6                             | 4                             | -1.7                          | 10.37 s                       |                               |                               |
| 29                            | Piotr Balcerzak               | Polen                         | 2                             | 1                             | 7                             | +0.3                          | 10.38 s                       |                               |                               |
| 29                            | Konstantin Rurak              | Ukraina                       | 3                             | 8                             | 7                             | +0.8                          | 10.38 s                       |                               |                               |
| 31                            | Ibrahim Meite                 | Elfenbenskusten               | 1                             | 1                             | 6                             | -1.7                          | 10.40 s                       |                               |                               |
| 32                            | Patrick Johnson               | Australien                    | 5                             | 6                             | 5                             | +0.2                          | 10.44 s                       |                               |                               |
| 32                            | Martin Lachkovics             | Österrike                     | 2                             | 9                             | 8                             | +0.3                          | 10.44 s                       |                               |                               |
| 34                            | Serge Bengono II              | Kamerun                       | 1                             | 3                             | 7                             | -1.7                          | 10.46 s                       |                               |                               |
| 35                            | Claudio Sousa                 | Brasilien                     | 5                             | 1                             | 6                             | +0.2                          | 10.47 s                       |                               |                               |
| 36                            | Anninos Marcoullides          | Cypern                        | 5                             | 8                             | 7                             | +0.2                          | 10.48 s                       |                               |                               |
| 37                            | Joseph Batangdon              | Kamerun                       | 2                             | 7                             | 9                             | +0.3                          | 10.52 s                       |                               |                               |
| 38                            | Venancio Jose                 | Spanien                       | 5                             | 2                             | 8                             | +0.2                          | 10.53 s                       |                               |                               |
| 39                            | Shingo Kawabata               | Japan                         | 1                             | 7                             | 8                             | -1.7                          | 10.60 s                       |                               |                               |
| 40                            | Donovan Bailey                | Kanada                        | 3                             | 1                             | 8                             | +0.8                          | 11.36 s                       |                               |                               |
| 41                            | Patrick Jarrett               | Jamaica                       | 3                             | 1                             | 8                             | +0.8                          | 16.40 s                       |                               |                               |

### Semifinaler
| Semifinal 1 Datum: lördagen den 23 september 2000 Tid: 6:50 em Vind: +0.4 m/s | Semifinal 1 Datum: lördagen den 23 september 2000 Tid: 6:50 em Vind: +0.4 m/s | Semifinal 1 Datum: lördagen den 23 september 2000 Tid: 6:50 em Vind: +0.4 m/s | Semifinal 1 Datum: lördagen den 23 september 2000 Tid: 6:50 em Vind: +0.4 m/s | Semifinal 1 Datum: lördagen den 23 september 2000 Tid: 6:50 em Vind: +0.4 m/s | Semifinal 1 Datum: lördagen den 23 september 2000 Tid: 6:50 em Vind: +0.4 m/s | Semifinal 1 Datum: lördagen den 23 september 2000 Tid: 6:50 em Vind: +0.4 m/s | Semifinal 1 Datum: lördagen den 23 september 2000 Tid: 6:50 em Vind: +0.4 m/s | Semifinal 1 Datum: lördagen den 23 september 2000 Tid: 6:50 em Vind: +0.4 m/s |
| Placering                                                                     | Placering                                                                     | Idrottare                                                                     | Nation                                                                        | Bana                                                                          | Reaktion                                                                      | Tid                                                                           | Kval.                                                                         | Rekord                                                                        |
| Heat                                                                          | Totalt                                                                        | Idrottare                                                                     | Nation                                                                        | Bana                                                                          | Reaktion                                                                      | Tid                                                                           | Kval.                                                                         | Rekord                                                                        |
| ----------------------------------------------------------------------------- | ----------------------------------------------------------------------------- | ----------------------------------------------------------------------------- | ----------------------------------------------------------------------------- | ----------------------------------------------------------------------------- | ----------------------------------------------------------------------------- | ----------------------------------------------------------------------------- | ----------------------------------------------------------------------------- | ----------------------------------------------------------------------------- |
| 1                                                                             | 4                                                                             | Dwain Chambers                                                                | Storbritannien                                                                | 5                                                                             | 0,164 s                                                                       | 10,14 s                                                                       | Q                                                                             |                                                                               |
| 2                                                                             | 5                                                                             | Obadele Thompson                                                              | Barbados                                                                      | 4                                                                             | 0.189 s                                                                       | 10.15 s                                                                       | Q                                                                             |                                                                               |
| 3                                                                             | 7                                                                             | Darren Campbell                                                               | Storbritannien                                                                | 3                                                                             | 0.161 s                                                                       | 10.19 s                                                                       | Q                                                                             |                                                                               |
| 4                                                                             | 8                                                                             | Kim Collins                                                                   | Saint Kitts och Nevis                                                         | 6                                                                             | 0.184 s                                                                       | 10.20 s                                                                       | Q                                                                             |                                                                               |
| 5                                                                             | 9                                                                             | Leo Myles-Mills                                                               | Ghana                                                                         | 7                                                                             | 0.220 s                                                                       | 10.25 s                                                                       |                                                                               |                                                                               |
| 6                                                                             | 11                                                                            | Curtis Johnson                                                                | USA                                                                           | 1                                                                             | 0.146 s                                                                       | 10.27s                                                                        |                                                                               |                                                                               |
| 7                                                                             | 13                                                                            | Koji Ito                                                                      | Japan                                                                         | 2                                                                             | 0.217 s                                                                       | 10.39 s                                                                       |                                                                               |                                                                               |
| 8                                                                             | 15                                                                            | Lindel Frater                                                                 | Jamaica                                                                       | 8                                                                             | 0.203 s                                                                       | 10.46 s                                                                       |                                                                               |                                                                               |

| Semifinal 2 Datum: lördagen den 23 september 2000 Tid: 6:57 em Vind: +0.2 m/s | Semifinal 2 Datum: lördagen den 23 september 2000 Tid: 6:57 em Vind: +0.2 m/s | Semifinal 2 Datum: lördagen den 23 september 2000 Tid: 6:57 em Vind: +0.2 m/s | Semifinal 2 Datum: lördagen den 23 september 2000 Tid: 6:57 em Vind: +0.2 m/s | Semifinal 2 Datum: lördagen den 23 september 2000 Tid: 6:57 em Vind: +0.2 m/s | Semifinal 2 Datum: lördagen den 23 september 2000 Tid: 6:57 em Vind: +0.2 m/s | Semifinal 2 Datum: lördagen den 23 september 2000 Tid: 6:57 em Vind: +0.2 m/s | Semifinal 2 Datum: lördagen den 23 september 2000 Tid: 6:57 em Vind: +0.2 m/s | Semifinal 2 Datum: lördagen den 23 september 2000 Tid: 6:57 em Vind: +0.2 m/s |
| Placering                                                                     | Placering                                                                     | Idrottare                                                                     | Nation                                                                        | Bana                                                                          | Reaktion                                                                      | Tid                                                                           | Kvalificering                                                                 | Rekord                                                                        |
| Heat                                                                          | Totalt                                                                        | Idrottare                                                                     | Nation                                                                        | Bana                                                                          | Reaktion                                                                      | Tid                                                                           | Kvalificering                                                                 | Rekord                                                                        |
| ----------------------------------------------------------------------------- | ----------------------------------------------------------------------------- | ----------------------------------------------------------------------------- | ----------------------------------------------------------------------------- | ----------------------------------------------------------------------------- | ----------------------------------------------------------------------------- | ----------------------------------------------------------------------------- | ----------------------------------------------------------------------------- | ----------------------------------------------------------------------------- |
| 1                                                                             | 1                                                                             | Maurice Greene                                                                | USA                                                                           | 5                                                                             | 0,227 s                                                                       | 10,06 s                                                                       | Q                                                                             |                                                                               |
| 2                                                                             | 2                                                                             | Jon Drummond                                                                  | USA                                                                           | 3                                                                             | 0.137 s                                                                       | 10.10 s                                                                       | Q                                                                             |                                                                               |
| 3                                                                             | 3                                                                             | Ato Boldon                                                                    | Trinidad och Tobago                                                           | 4                                                                             | 0.212 s                                                                       | 10.13 s                                                                       | Q                                                                             |                                                                               |
| 4                                                                             | 6                                                                             | Aziz Zakari                                                                   | Ghana                                                                         | 1                                                                             | 0.236 s                                                                       | 10.16 s                                                                       | Q                                                                             |                                                                               |
| 5                                                                             | 10                                                                            | Matt Shirvington                                                              | Australien                                                                    | 6                                                                             | 0.166 s                                                                       | 10.26 s                                                                       |                                                                               |                                                                               |
| 6                                                                             | 12                                                                            | Deji Aliu                                                                     | Nigeria                                                                       | 8                                                                             | 0.253 s                                                                       | 10.32 s                                                                       |                                                                               |                                                                               |
| 7                                                                             | 14                                                                            | Sunday Emmanuel                                                               | Nigeria                                                                       | 7                                                                             | 0.163 s                                                                       | 10.45 s                                                                       |                                                                               |                                                                               |
| -                                                                             | -                                                                             | Bruny Surin                                                                   | Kanada                                                                        | 2                                                                             | 0.151 s                                                                       | DNF                                                                           |                                                                               |                                                                               |

| Semifinaler Totala Resultat | Semifinaler Totala Resultat | Semifinaler Totala Resultat | Semifinaler Totala Resultat | Semifinaler Totala Resultat | Semifinaler Totala Resultat | Semifinaler Totala Resultat | Semifinaler Totala Resultat | Semifinaler Totala Resultat | Semifinaler Totala Resultat |
| Placering                   | Idrottare                   | Nation                      | SF                          | Bana                        | Placering                   | Vind                        | Tid                         | Kvalificering               | Rekord                      |
| --------------------------- | --------------------------- | --------------------------- | --------------------------- | --------------------------- | --------------------------- | --------------------------- | --------------------------- | --------------------------- | --------------------------- |
| 1                           | Maurice Greene              | USA                         | 2                           | 5                           | 1                           | +0.2                        | 10,06 s                     | Q                           |                             |
| 2                           | Jon Drummond                | USA                         | 2                           | 3                           | 2                           | +0.2                        | 10.10 s                     | Q                           |                             |
| 3                           | Ato Boldon                  | Trinidad och Tobago         | 2                           | 4                           | 3                           | +0.2                        | 10.13 s                     | Q                           |                             |
| 4                           | Dwain Chambers              | Storbritannien              | 1                           | 5                           | 1                           | +0.4                        | 10.14 s                     | Q                           |                             |
| 5                           | Obadele Thompson            | Barbados                    | 1                           | 4                           | 2                           | +0.4                        | 10.15 s                     | Q                           |                             |
| 6                           | Aziz Zakari                 | Ghana                       | 2                           | 1                           | 4                           | +0.2                        | 10.16 s                     | Q                           |                             |
| 7                           | Darren Campbell             | Storbritannien              | 1                           | 3                           | 3                           | +0.4                        | 10.19 s                     | Q                           |                             |
| 8                           | Kim Collins                 | Saint Kitts och Nevis       | 1                           | 6                           | 4                           | +0.4                        | 10.20 s                     | Q                           |                             |
| 9                           | Leo Myles-Mills             | Ghana                       | 1                           | 7                           | 5                           | +0.4                        | 10.25 s                     |                             |                             |
| 10                          | Matt Shirvington            | Australien                  | 2                           | 6                           | 5                           | +0.2                        | 10.26 s                     |                             |                             |
| 11                          | Curtis Johnson              | USA                         | 1                           | 1                           | 6                           | +0.4                        | 10.27 s                     |                             |                             |
| 12                          | Deji Aliu                   | Nigeria                     | 2                           | 8                           | 6                           | +0.2                        | 10.32 s                     |                             |                             |
| 13                          | Koji Ito                    | Japan                       | 1                           | 2                           | 7                           | +0.4                        | 10.39 s                     |                             |                             |
| 14                          | Sunday Emmanuel             | Nigeria                     | 2                           | 7                           | 7                           | +0.2                        | 10.45 s                     |                             |                             |
| 15                          | Lindel Frater               | Jamaica                     | 1                           | 8                           | 8                           | +0.4                        | 10.46 s                     |                             |                             |
| -                           | Bruny Surin                 | Kanada                      | 2                           | 2                           | -                           | +0.2                        | DNF                         |                             |                             |

### Final
| Final Datum: lördagen den 23 september 2000 Tid: 8:20 em Vind: -0.3 m/s | Final Datum: lördagen den 23 september 2000 Tid: 8:20 em Vind: -0.3 m/s | Final Datum: lördagen den 23 september 2000 Tid: 8:20 em Vind: -0.3 m/s | Final Datum: lördagen den 23 september 2000 Tid: 8:20 em Vind: -0.3 m/s | Final Datum: lördagen den 23 september 2000 Tid: 8:20 em Vind: -0.3 m/s | Final Datum: lördagen den 23 september 2000 Tid: 8:20 em Vind: -0.3 m/s | Final Datum: lördagen den 23 september 2000 Tid: 8:20 em Vind: -0.3 m/s |
| Placering                                                               | Idrottare                                                               | Nation                                                                  | Bana                                                                    | Reaktion                                                                | Tid                                                                     | Rekord                                                                  |
| ----------------------------------------------------------------------- | ----------------------------------------------------------------------- | ----------------------------------------------------------------------- | ----------------------------------------------------------------------- | ----------------------------------------------------------------------- | ----------------------------------------------------------------------- | ----------------------------------------------------------------------- |
| 1                                                                       | Maurice Greene                                                          | USA                                                                     | 5                                                                       | 0,197 s                                                                 | 9,87 s                                                                  |                                                                         |
| 2                                                                       | Ato Boldon                                                              | Trinidad och Tobago                                                     | 8                                                                       | 0,136 s                                                                 | 9,99 s                                                                  |                                                                         |
| 3                                                                       | Obadele Thompson                                                        | Barbados                                                                | 4                                                                       | 0,216 s                                                                 | 10,04 s                                                                 |                                                                         |
| 4                                                                       | Dwain Chambers                                                          | Storbritannien                                                          | 3                                                                       | 0,174 s                                                                 | 10,08 s                                                                 | SB                                                                      |
| 5                                                                       | Jon Drummond                                                            | USA                                                                     | 6                                                                       | 0,147 s                                                                 | 10,09 s                                                                 |                                                                         |
| 6                                                                       | Darren Campbell                                                         | Storbritannien                                                          | 1                                                                       | 0,193 s                                                                 | 10,13 s                                                                 |                                                                         |
| 7                                                                       | Kim Collins                                                             | Saint Kitts och Nevis                                                   | 7                                                                       | 0,210 s                                                                 | 10,17 s                                                                 |                                                                         |
| -                                                                       | Aziz Zakari                                                             | Ghana                                                                   | 2                                                                       | 0.180 s                                                                 | DNF                                                                     |                                                                         |